# Římskokatolická farnost Újezd pod Troskami

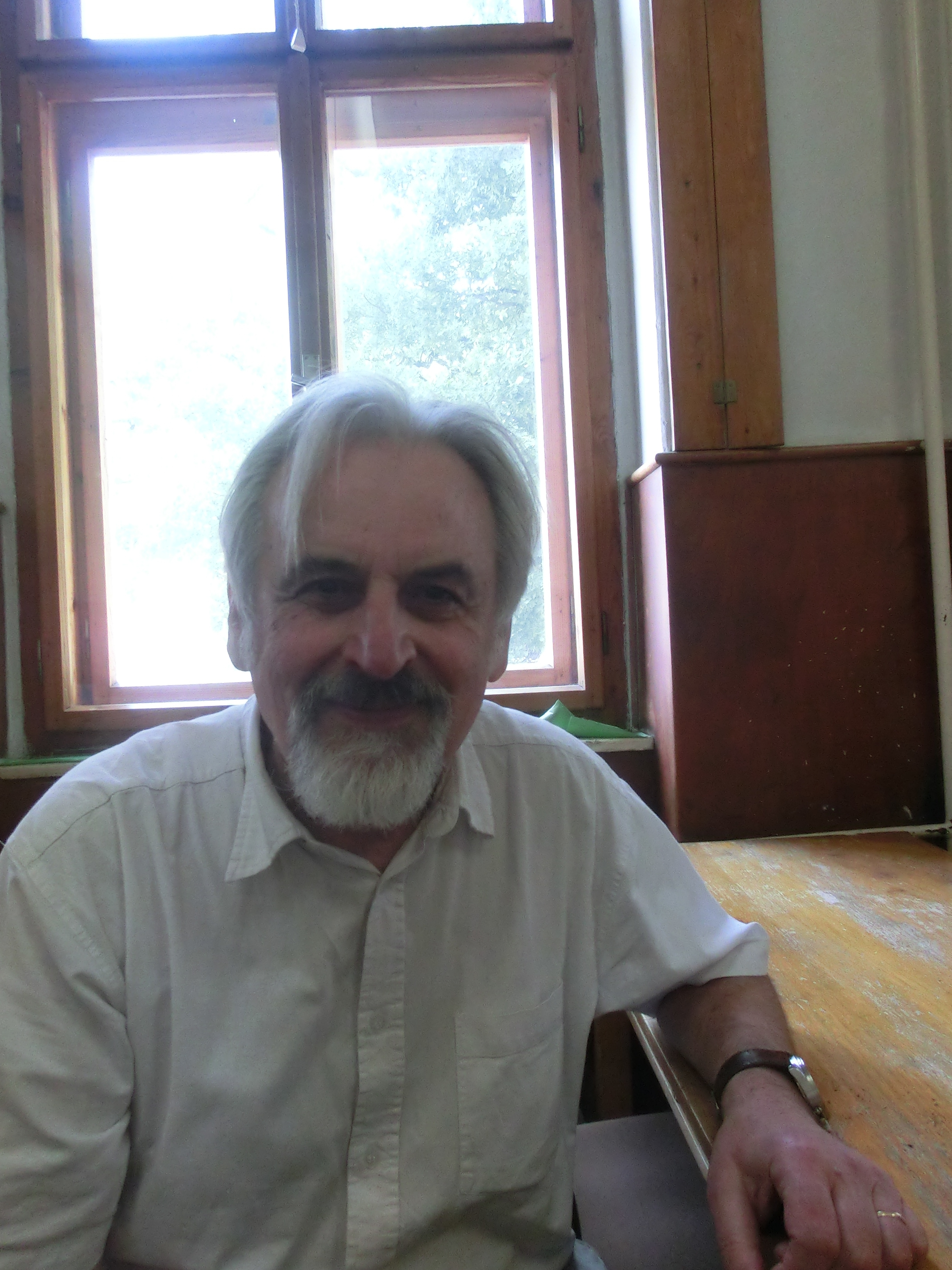
Jáhen Jan Hrubý – český grafik a karikaturista, administrátor in materialibus v Újezdu pod Troskami
(19. června 2014)

Římskokatolická farnost Újezd pod Troskami (lat. Ugezda) je církevní správní jednotka sdružující římské katolíky na území obce Újezd pod Troskami a v jejím okolí. Organizačně spadá do turnovského vikariátu, který je jedním z 10 vikariátů litoměřické diecéze.

## Historie farnosti
Již od roku 1344 byla v místě plebánie. Farnost byla kanonicky zřízena od roku 1874.

### Duchovní správcové vedoucí farnost

#### Plebáni v Újezdě v přehusitském období
- do 1356 Václav, bývalý plebán v Újezdě (Oujezdě) stal se výměnou plebánem v Březině, kde jej
- 1356 Újezdský plebán (jména neznámého) instaloval
- (1356[3]) 1363 Zachariáš (bez pochyby v Dolním Újezdě), + 1364
- 1364 Blažej (Blasius) z Čečelic – uveden, avšak zdá se, že z neznámých příčin na faru ani nedosedl
- 1364 Valentin z Jičína, nástupce Zachariášův, instalován Jičínským děkanem co plebán v Dolním Újezdě. Pobyl tam až do své smrti tj. do roku 1375
- 1366 Šebestian (bez pochyby plebán v Hořením Újezdě) zemřel toho roku
- 1366 Jan z Jeřic, teprve subdiacon, nástupce Šebestianův, instalován Libuňským plebánem[4]
- (1374[3]) 1375 Petr ze Slyvna, plebán v Dolním Újezdě (nástupce Valentina) komutoval následujícího roku s plebánem soboteckým Janem
- 1376 Jan, předtím plebán v Sobotce
- 1407 Plebán v Dolním Újezdě (neznámého jména) instaluje kněze Jakuba co plebána v Libuni[4]
- 1416 Petr[3]

V pohusitském období působili ve farnosti různí duchovní správcové. Patřil mezi ně v roce 1629 i Matěj Burnatius, který byl spolu se studentem Janem Rokytou 9. srpna 1629 zavražděn poblíž fary v Libuni zavražděn.

#### Faráři v Újezdě pod Troskami
- 1874   par. nondum nominatus est
- 21. září 1879 – † 3. srpna 1883 František Matoušek – 1. farář (prvofarář, * 6.6.1841 Zlatá Olešnice, o. 27. 7. 1865, + 3. 8. 1883)
- 4. srpna 1883 – 20. prosince 1883 Vincenc Rameš (prozatímně excurrendo z Libuně)
- 20. prosince 1883 – 1908 Václav Tesař (* 8.1.1843 Lhota Oudrnická, o. 15.7.1867, instalován 20.12.1883 farář, od roku 1901 osobní děkan, † 10. 4. 1911)
- 1909 – 1922 František Říha (farář), n. 16. 4. 1867 Mcely, o. 29. 6. 1890, + 1. 4. 1937 Bystřice u Libáně 
  - 11. listopadu 1919 – † 20. září 1920 Josef Buben (výpomocný duchovní, * 7.5.1854 Helkovice č. 38, kněz HK diecéze, polní superior ve výslužbě)
- 9. listopadu 1922 – 1934 František Janeček (farář), n. 20. 3. 1886 Turnov, o. 11. 6. 1909, + 16. 11. 1948[4]
- 1933 par. vacat admin. excurr. Josef Černý
- 18. listopadu 1934 – 1. února 1968 Josef Kovář (farář); osobní děkan, od 2. února 1968 jmenován čestným konsistorním radou[6]; n. 22. 1. 1896 Nové Hrady, o. 25. 6. 1922, + 16. 9. 1970
- 1. února 1968 – 31. července 1975 Antonín Bratršovský, admin. exc. z Libuně
- 1. srpna 1975 František Bílek, admin. exc. z Libuně
- 1. 3.  1996 František Kocman, admin. exc. z Rovenska pod Troskami
  - 1. 3. 2005 – 31. 12. 2019 Jan Hrubý, admin. in materialibus
- 1. 3.  2019  Tomasz Dziedzic, admin. exc in spiritualibus z Rovenska pod Troskami, od 1. 1. 2020 admin. exc. z Rovenska pod Troskami[3]

## Území farnosti
Do farnosti náleží území obce:
- Dlouhá Ves
- Hrdoňovice
- Jivina (Jiwina[7])[p 1]
- Křenovy
- Ktová
- Semínova Lhota
- Tachov (Tachow[7])[p 1]
- Troskovice
- Újezd pod Troskami

## Římskokatolické sakrální stavby a místa kultu na území farnosti
| | Fotografie                       | Stavba                   | Místo              | Bohoslužby                      | Zeměpisné souřadnice             | Status       |        |
| Kostel | Kostel                           | Kostel                   | Kostel             | Kostel                          | Kostel                           | Kostel       | Kostel |
| --- | -------------------------------- | ------------------------ | ------------------ | ------------------------------- | -------------------------------- | ------------ | ------ |
| 1. |                                  | Kostel sv. Jana Křtitele | Újezd pod Troskami | bližší informace o bohoslužbách | 50°30′23″ s. š., 15°15′39″ v. d. | farní kostel |        |
| Kaple |                                  |                          |                    |                                 |                                  |              |        |
| 2. | Kaple Panny Marie v Hrdoňovicích | Kaple Panny Marie        | Hrdoňovice         | bližší informace o bohoslužbách | 50°29′39″ s. š., 15°15′28″ v. d. | kaple        |        |
| Některé drobné sakrální stavby a pamětihodnosti lze dohledat zde v databázi Drobné sakrální památky Zaniklé sakrální stavby lze dohledat zde v databázi Poškozené a zničené kostely, kaple a synagogy v České republice |                                  |                          |                    |                                 |                                  |              |        |

Ve farnosti se mohou nacházet i další drobné sakrální stavby, místa římskokatolického kultu a pamětihodnosti, které neobsahuje tato tabulka.

## Příslušnost k farnímu obvodu
Z důvodu efektivity duchovní správy byl vytvořen farní obvod (kolatura) farnosti Rovensko pod Troskami, jehož součástí je i farnost Újezd pod Troskami, která je tak spravována excurrendo.

## Galerie

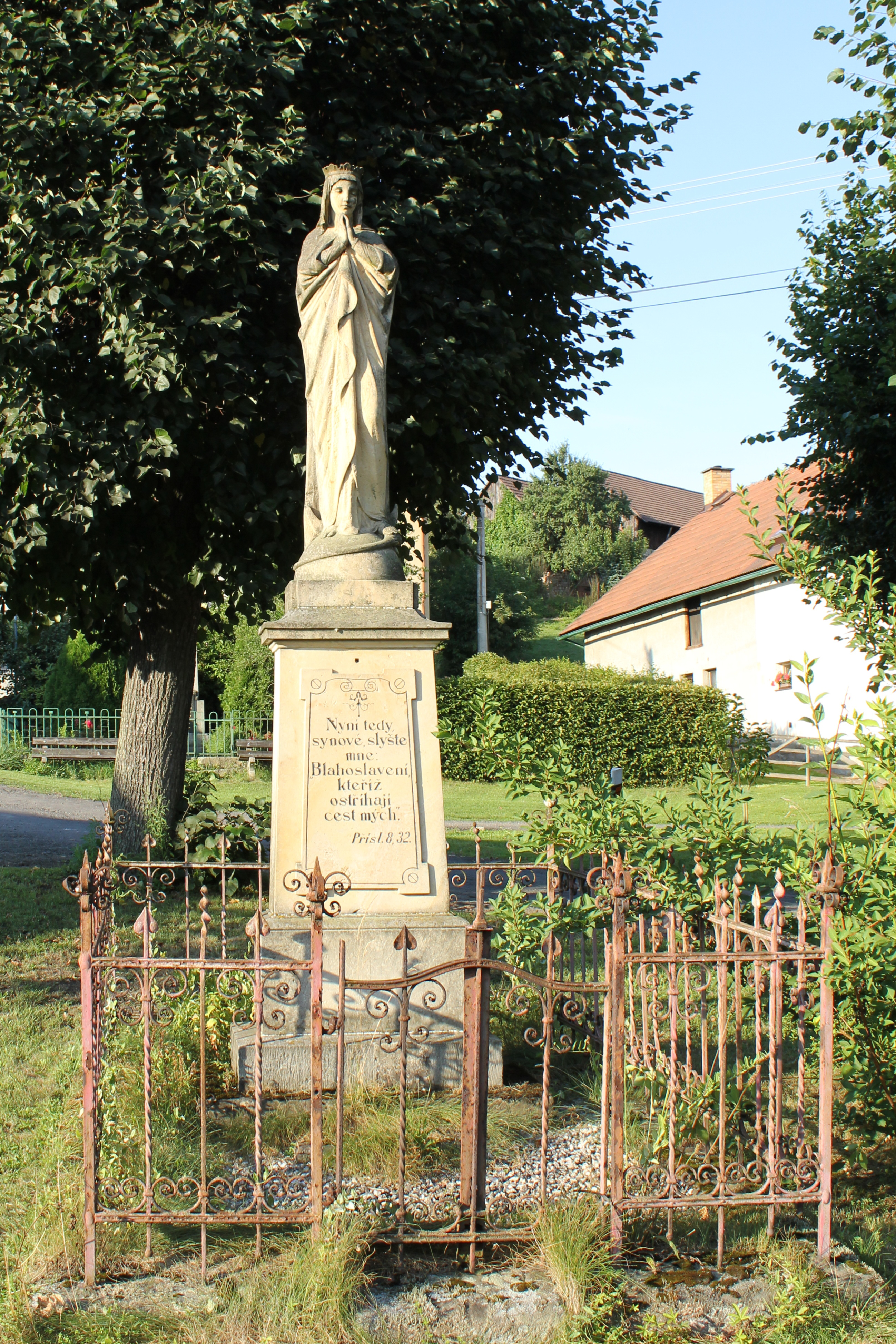
Socha Panny Marie Immaculaty ve Ktové
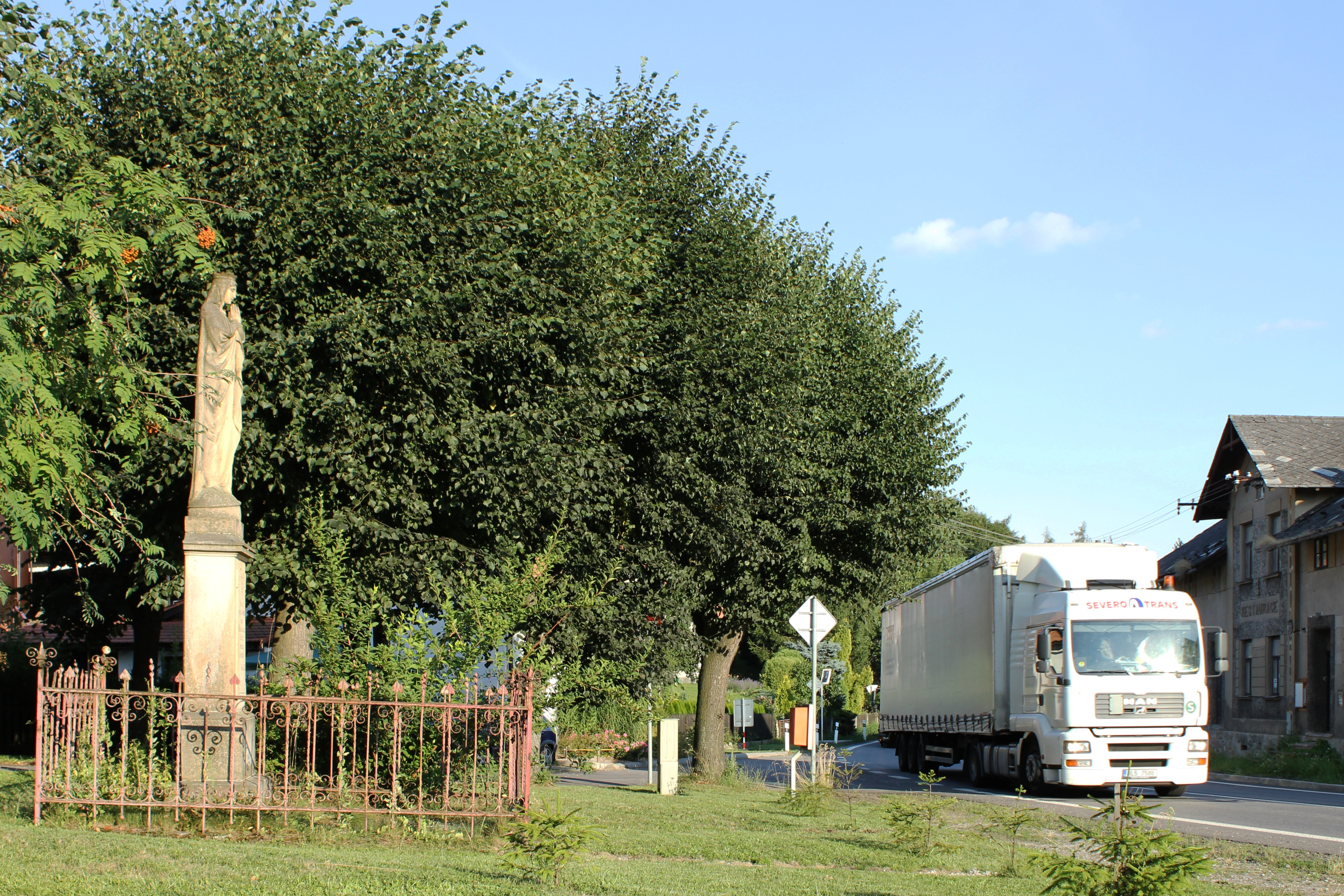
Pohled ze silnice na sochu Panny Marie ve Ktové
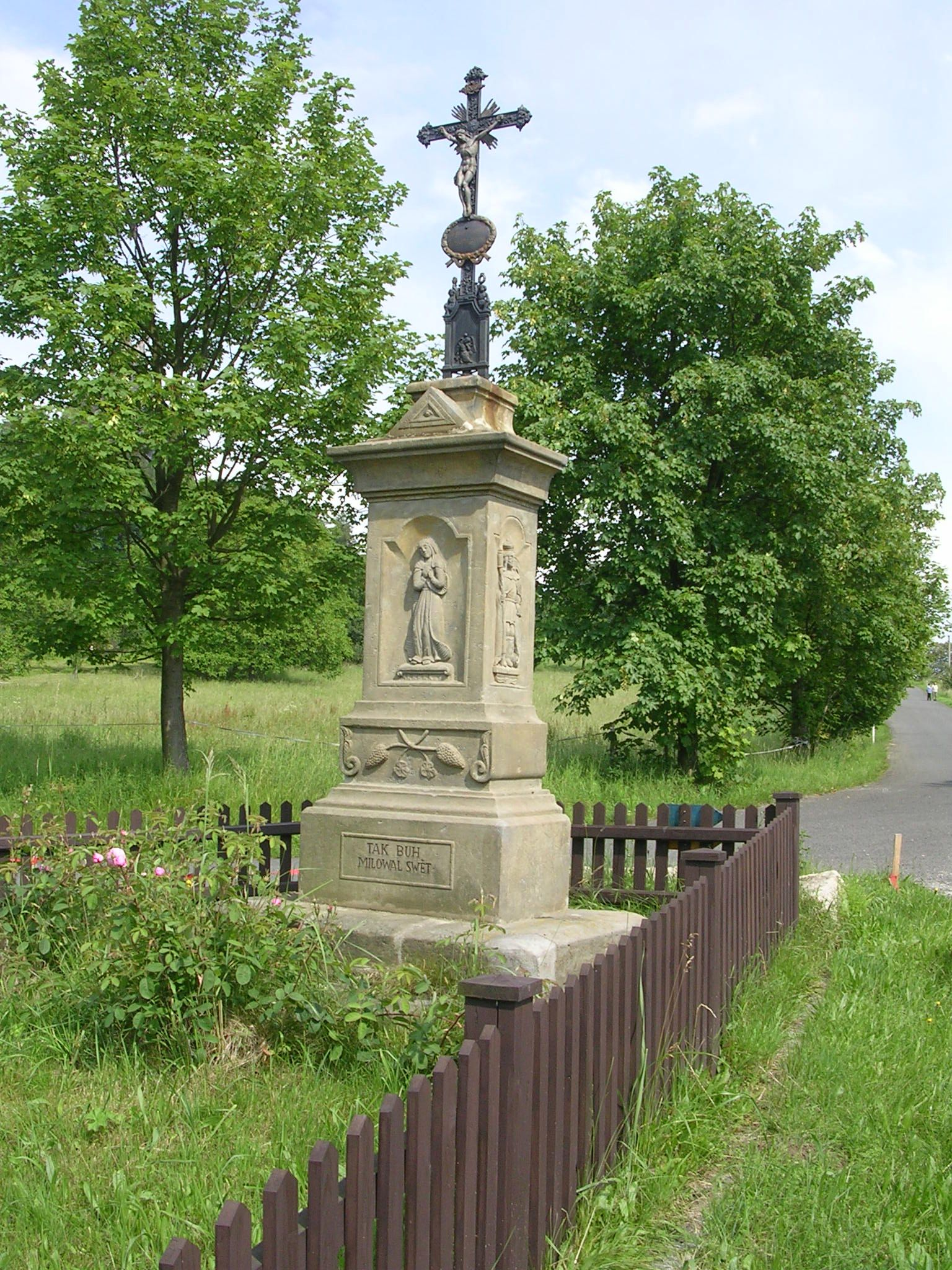
Boží Muka na křižovatce u obce Tachov
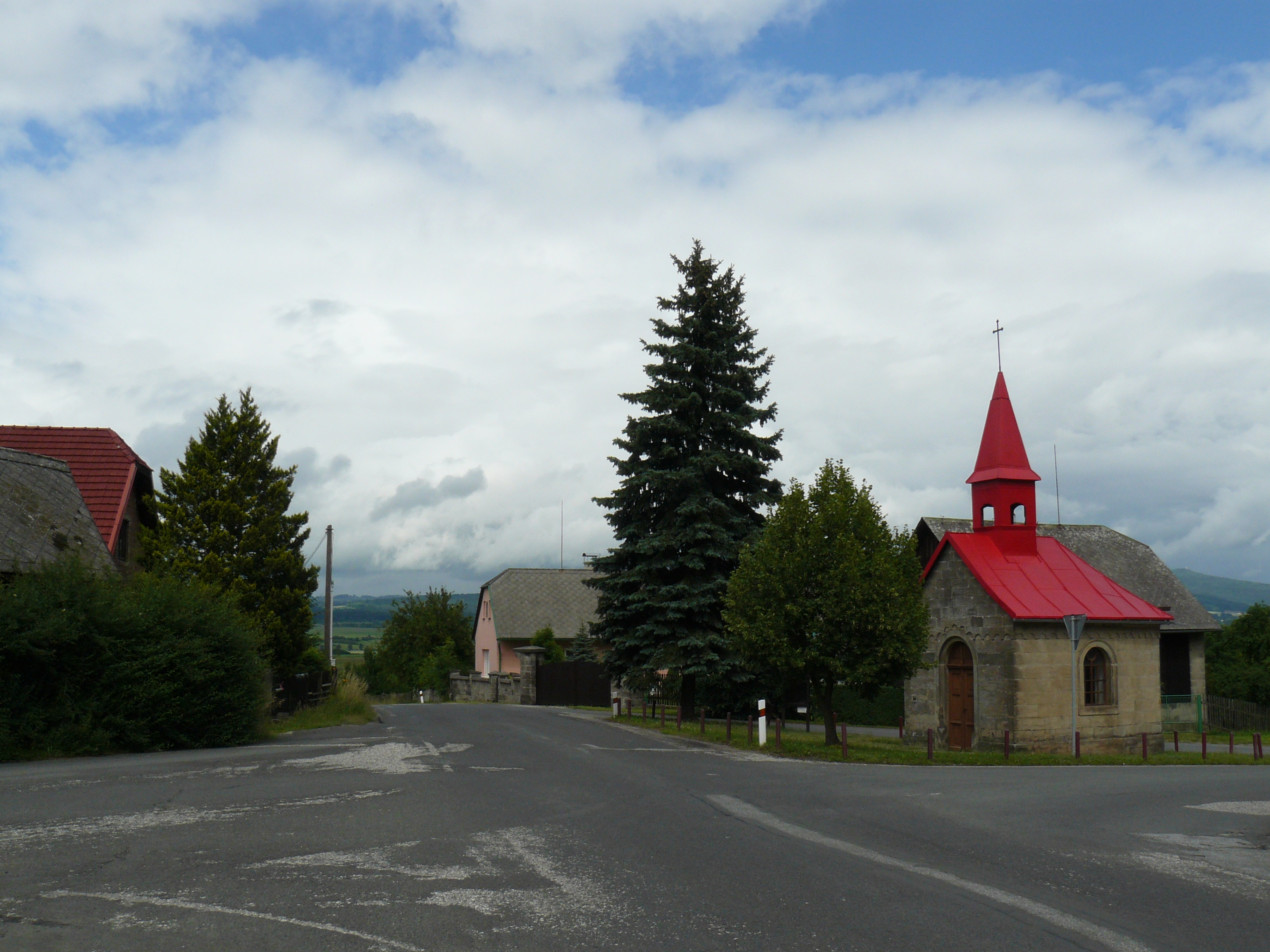
Pohled z křižovatky na kapli Panny Marie v Hrdoňovicích